# 찌에우통
찌에우통(베트남어: Chiêu Thống / 昭統 소통 / 1787년 ~ 1789년 1월)은 베트남 후 레 왕조(後黎朝) 민제(愍帝) 레 주이 끼(黎維祁)의 연호이다. 찌에우통(昭統) 2년 12월, 응우옌후에(阮惠)의 칭제건원 이후, 북벌을 실행하였다. 그래서, 레 민제는 청나라에 원병을 요구하였으나, 청나라는 원병을 보낼 생각이 없었다. 다음 해 1월, 레 민제와 유신들은 탕롱이 함락된 직후에 청나라에 망명을 하게 되면서 후 레 왕조가 멸망하게 되었다. 
- 찐 주 군주(섭정) : 찐봉(鄭槰)

## 개원
- 까인흥(景興) 47년 7월 17일[1](그레고리력 1786년 8월 10일)에 연호를 찌에우통(昭統)으로 정하고, 다음 해 1월 1일[2](그레고리력 1787년 2월 18일)에 개원함.[3][4][5][6]

- 찌에우통(昭統) 3년 1월 5일[7](그레고리력 1789년 1월 30일)에 떠이선 왕조의 북벌로 인하여, 후 레 왕조가 멸망하였다.[3][4][8][6]

## 연대 대조표
| 찌에우통 | 서기 (西紀) | 간지 (干支) | 떠이선 왕조 연호                                  | 청나라 연호     |
| 원년     | 1787년      | 정미 (丁未) | 타이득(泰德) 10년                                 | 건륭(乾隆) 52년 |
| 2년      | 1788년      | 무신 (戊申) | 《꾸이년》 타이득 11년 《푸쑤언》 꽝쭝(光中) 원년 | 건륭 53년       |
| 3년      | 1789년      | 기유 (己酉) | 《꾸이년》 타이득 12년 《푸쑤언》 꽝쭝 2년        | 건륭 54년       |

## 동시대 연호

### 베트남
떠이선 왕조(西山朝)
- 타이득(泰德) (1778년 ~ 1793년)
- 꽝중(光中) (1788년 ~ 1792년)

### 중국
청(淸)
- 건륭(乾隆) (1736년 ~ 1795년)

기타
- 임상문(林爽文) 순천(順天) (1787년 ~ 1788년)

### 일본
- 덴메이(天明) (1781년 ~ 1789년)

### 란방공화국
- 난방(蘭芳) (1777년 ~ 1884년)

## 같이 보기
- 베트남의 연호